# پیست اسکی شمشک

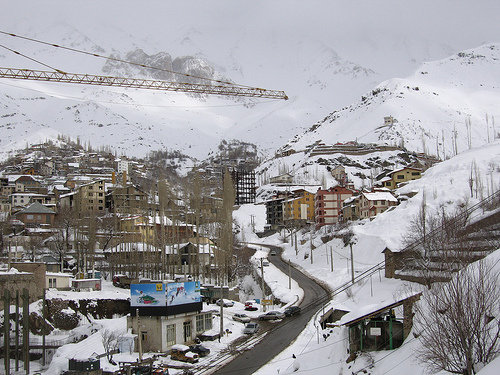
شهر شمشک

پیست بین‌المللی اسکی شمشک از پیست‌های اسکی تهران است.
پیست اسکی شمشک در منطقه رودبار قصران، در ۵۷ کیلومتری شمال شرقی تهران و در شهر شمشک واقع شده‌است. این پیست اسکی برای اولین بار در سال ۱۹۵۸ مورد استفاده قرار گرفت و توسط فدراسیون بین‌المللی اسکی به دلیل ایجاد تغییراتی در پیست در سال ۱۹۹۷ مورد تأیید فدراسیون اسکی قرار گرفت. پیست اسکی شمشک در ارتفاع ۲۵۵۰ متر تا ۳۰۵۰ متر از سطح دریا با افت عمودی ۵۰۰ متر و عمق برف دو تا چهار متر قرار دارد. پیست اسکی شمشک پس از پیست اسکی دیزین، دومین پیست اسکی بزرگ ایران است،
پیست اسکی شمشک بیشتر به دلیل دامنه‌های شیب دار، مورد استفاده اسکی بازان پیشرفته قرار می‌گیرد. همچنین بهترین اسکی بازان ایرانی را در این یست اسکی ملاقات خواهید کرد.
در حالی که اسکی بازان جسور و اسنوبورد آزاد در پیست اسکی شمشک که یکی از بهترین پیست‌های سرازیری در کشور است لذت خواهند برد، امکان اسکی برای اسکی بازان مبتدی نیز در این پیست فراهم است.

## موقعیت
این پیست در ۵۷ کیلومتری شمال شرق تهران قرار دارد. این پیست در شهر شمشک دربندسر از توابع رودبار قصران شهرستان شمیرانات استان تهران واقع است. این پیست از مسیرهای لشکرک-فشم و کرج-گچسر (فقط در فصل تابستان) قابل دسترسی است. بلندترین نقطه پیست ۳۰۵۰ متر و پست‌ترین نقطه آن ۲۵۵۰ متر از سطح دریا ارتفاع دارد.

## تاریخچه
ابتدا مهندسین آلمانی معدن پایه‌گذار اسکی در شمشک بودند. فعالیت اسکی در شمشک از سال ۱۳۲۷ شروع شد و در سال ۱۳۳۷ با نصب تله اسکی به طول ۲۵۰ متر که به صورت ۳ پایه‌ای بود پیست به صورت حرفه‌ای تر بکار خود ادامه داد. بعدها و در سال ۱۳۷۵، با اصلاحاتی که به عمل آمد، از سوی فدراسیون جهانی اسکی به عنوان پیست بین‌المللی شناخته شد.

## امکانات ورزشی
از امکانات آن می‌توان دو دستگاه تله‌سیژ، دو دستگاه تله‌اسکی بشقابی و دو دستگاه تله‌اسکی چکشی را نام برد. پیست همچنین مجهز به نورافکن زرد بوده و می‌توان تا پاسی از شب در آن به اسکی پرداخت.
طول فصل اسکی معمولاً از اوایل آذر تا اواسط فروردین می‌باشد.

## امکانات رفاهی
امکانات اقامتی شمشک، شامل دو هتل است. در این میان هتل شمشک دارای ۳۲ اتاق و ۴ سوئیت بوده و در رتینگ سازمان میراث فرهنگی و گردشگری، دو ستاره شناسایی می‌گردد.
شمشک همچنین دارای ۴ رستوران است. که یکی از آن‌ها در قله قرار دارد.

## حوادث
در فروردین‌ماه ۱۳۸۶، خروج کابل موجب سقوط اسکی‌بازان شد که در این حادثه حداقل ۶ نفر مجروح شدند.